# قاي هيبرت
قاي هيبرت (بالإنجليزية: Guy Hebert) هو لاعب هوكي الجليد أمريكي، ولد في 7 يناير 1967 في تروي في الولايات المتحدة.

## وصلات خارجية
- قاي هيبرت على موقع دوري الهوكي الوطني (الإنجليزية)
- قاي هيبرت على موقع قاعة مشاهير الهوكي (لاعب أن.إتش.أل) (الإنجليزية)
- قاي هيبرت على موقع EliteProspects.com (الإنجليزية)
- قاي هيبرت على موقع Eurohockey.com (الإنجليزية)
- قاي هيبرت على موقع HockeyDB.com (الإنجليزية)
- قاي هيبرت على موقع Hockey-Reference.com (الإنجليزية)
- قاي هيبرت على موقع اللجنة الأولمبية الدولية (الإنجليزية)
- قاي هيبرت على موقع أوليمبيديا (الإنجليزية)